# Arrondissements de Dangbo
Les arrondissements de Dangbo sont des divisions administratives intracommunales qui partagent la commune de Dangbo en sept arrondissements municipaux. Ils sont dotés d'organes infra communaux dont les membres sont désignés conformément aux conditions fixées par loi. 
Les arrondissements sont composés de villages ou quartiers de ville. Les sept arrondissements de Dangbo groupent cinquante villages et quartiers de ville depuis le 27 mai 2013 après la délibération et adoption par l'Assemblée nationale du Bénin en sa séance du 15 février 2013 de la loi n° 2013-O5 du 15/02/2013 portant création, organisation, attributions et fonctionnement des unités administratives locales en République du Bénin,,.

## Politique et administration
La commune de Dangbo est subdivisée en sept arrondissements que sont : Dangbo, Dékin, Gbéko, Houédomey, Hozin, Késsounou, Zounguè,,.